# Эленол
Элено́л — непредельный спирт.

## Свойства
Бесцветная жидкость с цветочным запахом. {\displaystyle d_{4}^{20}} 0,855; {\displaystyle n_{D}^{20}} 1,453—1,455. Температурные пределы воспламенения 82—114 °C. Давление пара 0,49 Па (20 °C). Растворим в этаноле, не растворим в воде.

## Получение
Получают окислением аллооцимена воздухом, с последующим гидрированием образующегося диэпоксида и дегидратацией 2,6-диметил-2,7-октандиола. Применяют при составлении парфюмерных композиций, отдушек для мыла и косметических изделий, а также как сырье для получения эленилацетата.